# Drunk in Love
Drunk in Love è un singolo della cantante statunitense Beyoncé, pubblicato il 17 dicembre 2013 come secondo estratto dal quinto album in studio Beyoncé.
Ai Grammy Awards 2015, il brano ha vinto nelle categorie miglior canzone R&B e miglior interpretazione R&B l'8 febbraio 2015.

## Descrizione
Drunk in Love è stata co-scritta da Beyoncé stessa, Noel Fisher, Andre Eric Proctor, Rasool Diaz, Brian Soko, Timothy Mosley, Jerome Harmon e Jay-Z, il quale ha scritto personalmente le sue rime. La produzione del brano è stata affidata a Boots e al già citato Noel Fisher. La canzone è stata registrata negli Oven Studios di New York. Riguardo alla creazione del singolo, Beyoncé ha affermato:
La canzone è stata inclusa nel quinto album omonimo di Beyoncé, il quale è stato pubblicato nello store di iTunes senza alcun preavviso. Il primo singolo ad essere estratto dall'album doveva essere originalmente Blow ma, essendo ritenuto con un testo sessualmente esplicito, il 17 dicembre Drunk in Love e XO sono state inviate dalla Parkwood Entertainment alle radio statunitensi come singoli principali.

## Accoglienza
Definendolo un «potenziale successo», Andrew Hampp di Billboard scrive che il brano è «un'ode al fare l'amore con un partner fedele», ritenendo la parte cantata dal rapper «memorabile». Claire Lobenfeld di Complex si riferisce al brano come la maturazione dell'amore tra i due cantanti nato in Crazy in Love, in cui Beyoncé «continua a liberarsi della sua pelle conservatrice; ha offerto una visione dell'intimità giocosa e alcolica di lei e suo marito».

### Controversie sul testo
Successivamente all'esibizione dal vivo della coppia ai Grammy Awards del 2014, alcuni critici musicali hanno sottolineato cha il verso «I'm Ike, Turner, turn up / Baby no I don't play / Now eat the cake, Anna Mae / I said eat the cake, Anna Mae (Sono Ike Turner, alza la voce/ Baby no, non sto giocando/ Ora mangia la torta Anna Mae/ Ho detto mangia la torta, Anna Mae)», riporta estrapolazioni film biografico Tina - What's Love Got to Do with It di Tina Turner del 1993, alludesse ad un condono all'abuso domestico subito dalla cantante durante il matrimonio con Ike Turner.
Tshepo Mokoena del Guardian ha definito ha definito il testo «inquietante» e «di cattivo gusto», riflettendo sul fatto «che questo testo non è forse un ostacolo alla celebrazione della ritrovata maternità o all'inclusione del discorso di Chimamanda Ngozi Adichie sul femminismo in Flawless?». Tuttavia Mokoena riporta che il verso «eat the cake (mangia la torta)» sia molto utilizzato nella cultura hip hop per descrivere un rapporto sessuale consensuale, riportando esempi di brani che presentano la medesima frase, tra cui Birthday Cake di Rihanna. Opinione simile viene espressa da Anushay Hossain di Forbes che scrive: «fare un tale riferimento al passato tormentato di Tina Turner non va bene; [...] tentare di giocare con testi che potrebbero anche solo avere la minima possibilità di essere scambiati come noncuranti della violenza contro le donne, non dovrebbe mai essere accettabile per nessuna femminista che si rispetti».
In un'intervista del 2019 al New York Times Tina Turner ha dichiarato di non essere sorpresa dal fatto che Jay Z abbia fatto riferimento al suo ex marito violento nel singolo.

## Video musicale
Il videoclip del brano è stato girato nella Golden Beach di Miami. Il video è stato diretto da Hype Williams e girato in bianco e nero; la clip ritrae Beyoncé e suo marito "follemente innamorati". Parlando del video all'iTunes Radio, la cantante ha affermato: "Le riprese sono state completamente spontanee, abbiamo catturato l'energia della canzone". 
Il video è stato pubblicato insieme all'album stesso il 13 dicembre, mentre è stato caricato nell'account VEVO della cantante il 16 dicembre.

## Successo commerciale
La canzone ha debuttato nella Circle Chart alla posizione numero 25, vendendo complessivamente 5 608 copie. Nel Regno Unito, la canzone ha debuttato alla posizione numero 57 della Official Singles Chart, e alla posizione numero 6 della Official R&B Chart.
La canzone ha debuttato alla posizione numero 12 della Billboard Hot 100.

## Classifiche
| Classifica                | Posizione massima |
| ------------------------- | ----------------- |
| Australia                 | 22                |
| Australia (Urban)         | 5                 |
| Belgio (Fiandre)          | 13                |
| Belgio (Vallonia)         | 4                 |
| Canada                    | 23                |
| Danimarca                 | 15                |
| Finlandia                 | 19                |
| Francia                   | 9                 |
| Germania                  | 70                |
| Irlanda                   | 10                |
| Italia                    | 100               |
| Nuova Zelanda             | 7                 |
| Paesi Bassi               | 39                |
| Portogallo                | 9                 |
| Regno Unito               | 9                 |
| Repubblica Ceca           | 83                |
| Slovacchia                | 46                |
| Stati Uniti               | 2                 |
| Stati Uniti (R&B/Hip-Hop) | 1                 |
| Stati Uniti (Rhythmic)    | 1                 |
| Stati Uniti (Dance Club)  | 12                |
| Sudafrica                 | 1                 |
| Svezia                    | 16                |
| Svizzera                  | 40                |

## Riconoscimenti
Grammy Award
- 2015 - Miglior interpretazione R&B[44]
- 2015 - Miglior canzone R&B[44]

ASCAP Pop Music Awards
- 2014 - Canzone più trasmessa[45]

ASCAP Rhythm & Soul Music Awards
- 2015 - Miglior canzone R&B/Hip-Hop[46]

BET Awards
- 2015 - Miglior collaborazione[47]
- 2015 - Candidatura al miglior video musicale[47]
- 2015 - Candidatura al viewer's choice award[47]

Billboard Music Awards
- 2015 - Candidatura alla miglior canzone R&B[48]

iHeartRadio Music Awards
- 2015 - Canzone Hip-Hop/R&B dell'anno[49]

MTV Video Music Awards
- 2014 - Candidatura al video dell'anno[50]
- 2014 - Miglior collaborazione[50]

MTV Video Music Awards Japan
- 2014 - Candidatura alla miglior collaborazione[51]
- 2014 - Candidatura al miglior video femminile[51]

Soul Train Music Award
- 2014 - Candidatura alla canzone dell'anno[52]
- 2014 - Candidatura al video dell'anno[52]